# Travis Tomko

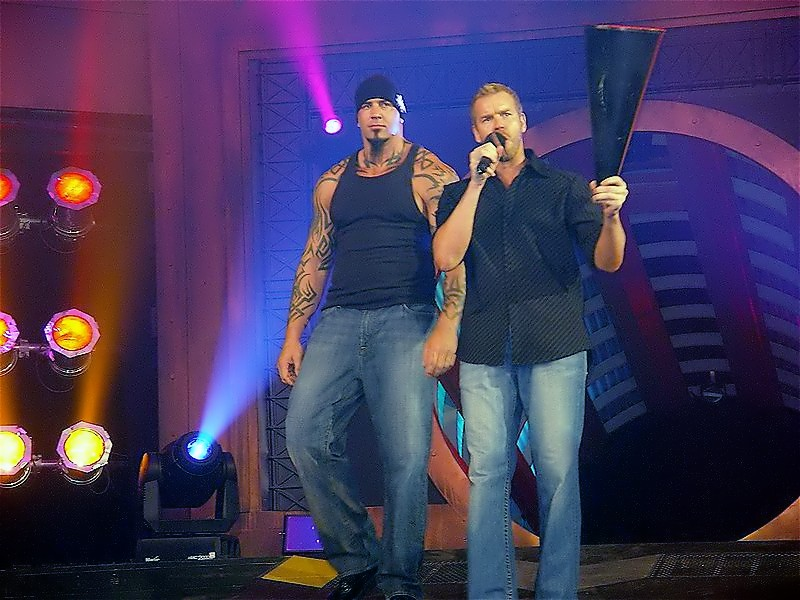
Christian Cage e Tomko no TNA Impact tapings Orlando Florida Foto de Rob Beukema

Travis David Tomko(St. Augustine, 23 de março de 1976) é um ex-lutador de wrestling profissional e manager norte-americano. Atua com os ring names de Tyson Tomko e Tomko. Trabalhou na WWE de 2002 a 2006. Na TNA de 2006 a 2016 e também no Japão na New Japan Pro Wrestling.

## Campeonatos e prêmios
- New Japan Pro Wrestling
  - IWGP Tag Team Championship (1 vez)- com Giant Bernard
  - G1 Climax Tag League (2007) - com Giant Bernard
- Ohio Valley Wrestling
  - OVW Southern Tag Team Championship (1 vez)- com Seven
- Pro Wrestling Illustrated
  - PWI ranked him #76 of the top 500 singles lutadores in the PWI 500 in 2004.[2]
- Total Nonstop Action Wrestling
  - TNA World Tag Team Championship (1 vez)- com A.J. Styles